# Turdus smithi
El zorzal del Karoo o zorzal de Smith (Turdus smithi) es una especie de ave paseriforme de la familia Turdidae endémica de África austral. Por mucho tiempo fue considerada una subespecie del zorzal oliváceo.

## Descripción
El zorzal del Karoo mide unos 24 cm de largo. Su ala mide entre 11,7 y 13,1 cm, el culmen de su pico mide entre 20 y 24 mm y su tarso entre 3,0 and 3,45 cm. Suele pesar alrededor de 86 g. Su plumaje es gris parduzco oscuro en las partes superiores y más claro en las inferiores, con el bajo vientre de color anaranjado
Se diferencia del zorzal oliváceo en que su pico es más largo y totalmente amarillo, que tiene las alas más largas, y la zona cloacal gris, no blanca.

## Distribución
Se encuentra en Sudáfrica, el sureste de Botsuana y el sur de Namibia. Su hábitat natural son los bosques subtropicales de montaña y las zonas de matorral.